# Valerij Čaplygin
Valerij Andreevič Čaplygin (in russo Валерий Андреевич Чаплыгин?; Kursk, 23 maggio 1952) è un ex ciclista su strada russo, fino al 1991 sovietico.

## Palmarès

### Olimpiadi
- 1 medaglia:
  - 1 oro (Montréal 1976 nella corsa a cronometro a squadre)

### Mondiali
- 3 medaglie:
  - 1 oro (San Cristóbal 1977 nella corsa a cronometro a squadre)
  - 2 argenti (Montréal 1974 nella corsa a cronometro a squadre; Mettet-Yvoir 1975 nella corsa a cronometro a squadre)